# Lac Fasol
Lac Fasol is een meer in Canada. Het is gelegen in het graafschap Outaouais en de provincie Québec, in het zuidoostelijke deel van het land, 210 km ten noorden van de hoofdstad, Ottawa. Lac Fasol ligt 387 meter boven de zeespiegel. Het is gelegen aan Lac Poigan. Het hoogste punt in de omgeving ligt 459 meter boven de zeespiegel, 1,0 km ten oosten van het Lac Fasol.
In de omgeving van Lac Fasol groeit voornamelijk gemengd bos. Het gebied rond Lac Fasol is bijna onbewoond, met minder dan twee inwoners per vierkante kilometer. De gemiddelde jaarlijkse temperatuur in het gebied is 1 °C. De warmste maand is juli, als de gemiddelde temperatuur 16°C is en in de koudste is januari, met -18°C. De gemiddelde jaarlijkse neerslag is 1056 millimeter. De natste maand is oktober, met een gemiddelde van 146 mm neerslag, en de droogste is februari, met 55 mm neerslag.